# Kombinált fogó

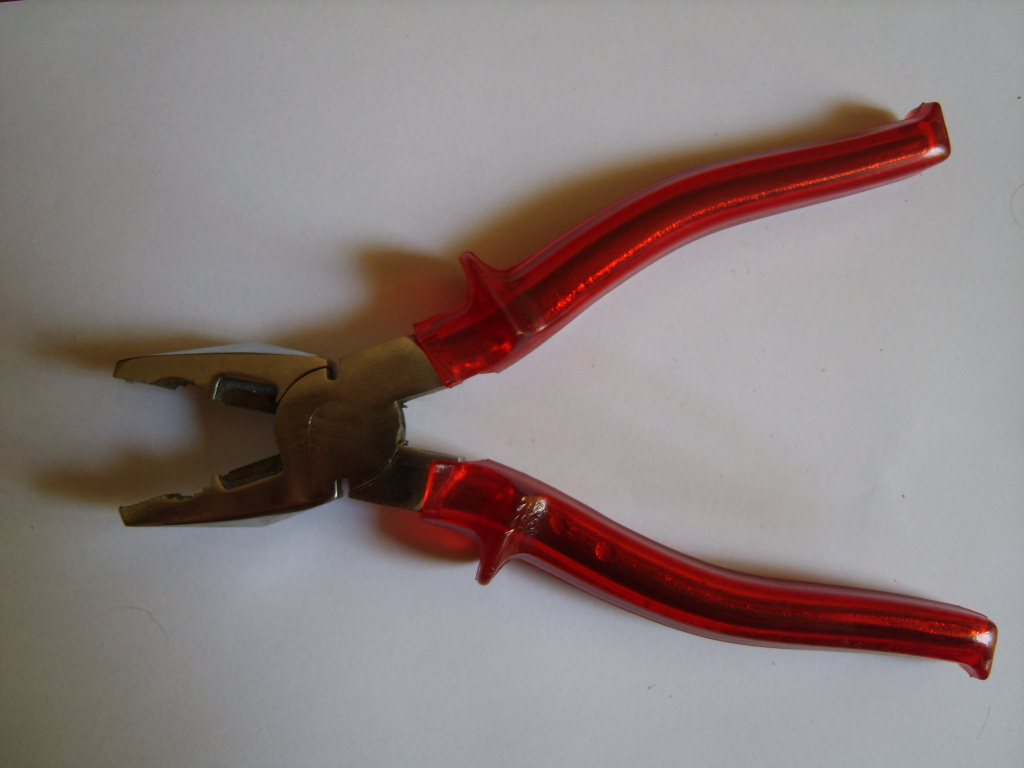

A kombinált fogó egy olyan kéziszerszám, mely több szerszám tulajdonságát egyesíti. Vékony elektromos vezetékek megfogásához, elcsípéséhez ill. elvágásához használják. Ahhoz, hogy vágni lehessen vele, a fej belső oldalát egy csípőfogóhoz hasonló éllel látták el, azonban a fej többi részét úgy alakították ki, mintha egy laposfogó vagy francia kulcs lenne, hogy csavarfejeket is lehessen vele fogni és rögzíteni.